# Alkulan puisto
Le parc d'Alkula (finnois : Alkulan puisto) est un parc du quartier d'Alkula à  Vaasa en Finlande,.

## Présentation
De 1773 au début du XIXe siècle, le manoir d'Alkula a servi de plantation de tabac à Abraham Wasastjerna (fi). 
En 1847, August Alexander Levón (fi) achète le manoir et rebaptise la ferme Alkula. 
August Levón y installera une usine de peinture et de produits chimiques et plus tard un moulin à vapeur,.
August Levón s'intéressait beaucoup au jardinage et de son époque il existe encore,  entre-autres, des rosiers sauvages,  des lilas et des caraganiers de Sibérie.
La ferme d'Alkula était située à l'extérieur des murs de la ville et lors de l'incendie de Vaasa en 1852, le feu ne l'a pas atteinte. 
Après l'incendie, August Levón a déplacé ses usines dans le nouveau Vaasa,.
En 1910, un terrain de la partie orientale d'Alkula est alloué au garde forestier Alfred Nyqvist qui construit une d'habitation et une dépendances. 
En 1916, le bâtiment devient la résidence officielle des responsables forestiers. 
L'édifice brûle au début des années 2000, mais la dépendance dans la cour et le jardin en friche sont toujours en place. 
Beaucoup de beaux et vieux arbres de l'époque des responsables forestiers sont visibles dans les forêts voisines, qui diffèrent de la végétation typique de la forêt dominée par les pins,.
L'association Vaasa 4H loue des champs dans la zone et entretient la ferme d'Alkula, qui est devenue le centre des opérations régionales l'association. 
La ferme peut être visitée durant l'été de 9 h à 21 h. 
En été, la ferme reçoit des animaux. 
La visite de la ferme est gratuite.